# Philipp Christoph Cob von Nüdingen

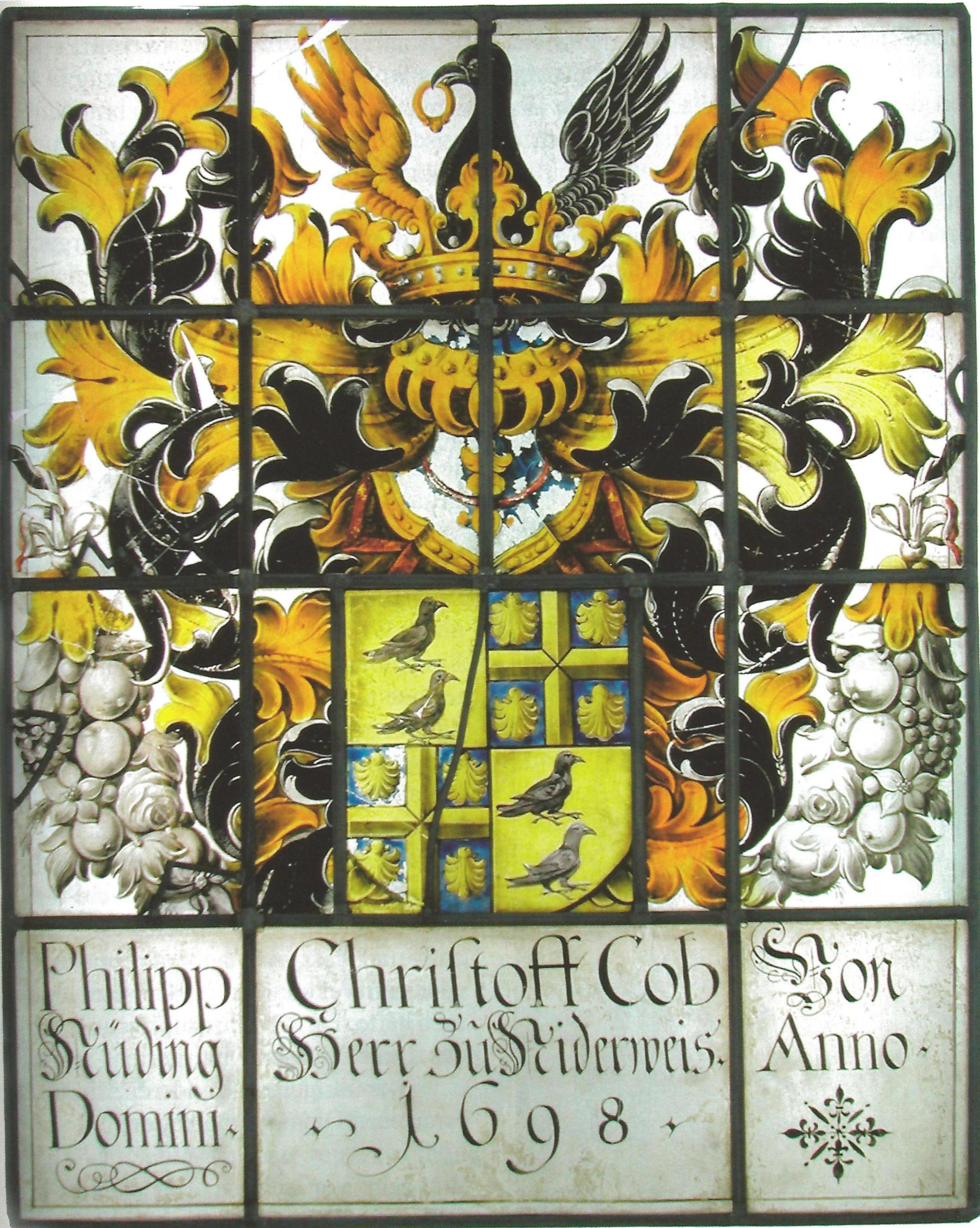
Wappenscheibe (1698)

Philipp Christoph Cob von Nüdingen (* 1655; † 9. Juni 1699) war ein luxemburgischer Offizier.

## Leben
Der aus der Bitburger Familie Cob von Nüdingen stammende Philipp Christoph war der Sohn des Philipp Christoph (II.) Cob von Nüdingen († 1671) und der Anna Margaretha Mohr vom Wald († 1692). Er war Herr zu Niederweis, Mitherr zu Oberstedem und Niederstedem und besaß auch den Liescher Berg. Wolfgang Friedrich Cob von Nüdingen ist sein Cousin ersten Grades.
Von Philipp Christoph hat sich in Traben-Trarbach eine großformatige Wappenscheibe aus dem Jahr 1698 erhalten. Die Stiftung dieser Scheibe dürfte im Zusammenhang mit der in diesem Jahr erfolgten Fertigstellung der französischen Festung Mont Royal stehen. Cob diente nach dem Reunionskrieg auf der Seite von Ludwig XIV. Vielleicht hat er die Scheibe in die Festungskapelle oder einen repräsentativen Raum gestiftet. Er wird im Armorial général de France als ecuier (frz. Edelknecht) bezeichnet.
Philipp Christoph Cob von Nüdingen liegt in der Kirche Niederweis begraben. Die Grabplatte befindet sich heute im Erdgeschoss des Kirchturms. Die Umschrift der Grabplatte lautet: HIC IACET PRÆNOBIL[i]S / PILLVSTR[I]S PHILIPPVS CHRISTOPHORVS COB BARON A NVDINGEN / D[o]M[inu]S IN NIDERWEIS VLTIM[us] / FAMILIÆ OBŸT JVN 9 1699 REQVIESCAT IN SANCTA PACE AMEN. (Hier ruht der überaus edle und angesehene Philipp Christoph Cob Freiherr von Nüdingen, Herr zu Niederweis, letzter seines Geschlechts, verstarb am 9. Juni 1699. Er möge in heiligem Frieden ruhen. Amen.) Die Grabplatte trägt als Adelsprobe die Wappen Cob von Nüdingen, Anna Margaretha Mohr vom Wald (Mutter), Anna von Bacharach (Großmutter) und Schilling von Lahnstein.